# كين مورغان
كين مورغان (بالإنجليزية: Ken Morgan)‏ هو رياضي ولاعب كرة قدم بريطاني، ولد في 28 يوليو 1932 في سوانزي في المملكة المتحدة، وتوفي في 20 ديسمبر 2008 في واتفورد في المملكة المتحدة. لعب مع نادي فولهام ونادي واتفورد.